# 失空斩
失空斩，是一组中国京剧传统剧目《失街亭》、《空城计》、《斩马谡》的合称，这三出戏故事前后衔接，但也可只单演《空城计》。取材于古典小说《三国演义》第九十六、九十七回，讲述三国时期，诸葛亮率军北伐的故事。其中《斩马谡》与《斩黄袍》《辕门斩子》《碰碑》合称为“三斩一碰”，对老生演员的唱功有较高要求。

## 剧情

### 失街亭
公元228年（蜀汉建兴六年，曹魏太和二年），蜀汉丞相诸葛亮（老生）一出祁山，连克数郡，魏帝曹叡任命司马懿（花脸）为都督，抵抗蜀军。诸葛亮知司马懿必然夺取交通要地街亭，欲派能将前去镇守。参军马谡（花脸）请缨出征并立下军令状，诸葛亮遂以马谡为主将，王平（老生）为副将，临行时再三叮嘱马谡在要道安营扎寨。马谡刚愎自用，先帝（刘备）在时即认为他不堪大用，此次果然不听诸葛亮之命，在山上扎寨。王平苦劝，马谡不听，分一半兵力给王平。王平无奈，将兵力分布绘制成地图加急送往诸葛亮处。司马懿见马谡如此安排，大喜，命切断街亭水源，令老将張郃（花脸）夺取街亭，蜀军大败，街亭失守，马谡王平回营请罪。

### 空城计
诸葛亮押运粮草抵达西城，得到老将赵云（老生）夺取列柳城的消息，又接到街亭失守，司马懿大军往西城而来的消息，大惊失色。诸葛亮知西城兵力空虚，无法抵挡魏军，遂设“空城計”，令城门大开，几名老兵在城门口打扫街道，诸葛亮本人在城头弹琴迎接魏军入城。司马懿深知诸葛亮为人谨慎，恐城中有埋伏，不敢贸然进攻，二子司馬師（花脸）、司马昭（小生）皆认为西城是空城，但司马懿出于保险起见，决定退兵。赵云得胜回营，诸葛亮知司马懿必定去而复返，命赵云前去抵挡，自己率军撤退。司马懿果然意识到有诈，回西城的路上却遭遇赵云，事后才知道事情真相，长叹离去。

### 斩马谡
司马懿退兵，赵云回营。诸葛亮升帐处理马谡王平二人之事。王平本应斩首，但念在地图份上罪减一等，杖责四十。马谡刚愎自用，导致街亭之败，诸葛亮虽心有不忍，但只得下令将其斩首，并答应照顾其家人。马谡感谢丞相，从容赴死。诸葛亮痛哭流涕，恨自己未听先帝之言，用人失误，才有今日之败，向幼主（刘禅）上表自贬。全剧终。

## 外部連結
- 《鳳還巢》、《失空斬》登臺梅蘭芳大劇院（页面存档备份，存于）
- 三國大本營_草堂新語（页面存档备份，存于）